# Suicidio de Kenneth Weishuhn
Kenneth Weishuhn (27 de mayo de 1997 - 14 de abril de 2012) fue un adolescente estadounidense, conocido por su suicidio como resultado de ser intimidado por ser homosexual. 

## Historia
Kenneth James "Rodney" Weishuhn Jr. asistía a la South O'Brien High School como estudiante de primer año en Paullina, Iowa, junto con su hermana Kayla, una estudiante de segundo año. Weishuhn, que entonces tenía 14 años, fue intimidado enviándole amenazas de muerte a su teléfono móvil y fue el objetivo de un grupo de odio en Facebook. La intimidación fue caracterizada como "agresiva", "despiadada"  y "abrumadora". En respuesta a la intimidación, Weishuhn se quitó la vida en abril de 2012. Se ahorcó en el garaje de la familia y fue descubierto en la madrugada del 15 de abril de 2012 por su padrastro, Kenny Chambers.
El 24 de abril de 2012 se llevó a cabo una vigilia en el puente Cedar Rapids 1st Avenue. Un grupo de Facebook dedicado a la memoria de Weishuhn ganó alrededor de 1500 seguidores durante la semana de su suicidio. Los servicios funerarios se llevaron a cabo en la Iglesia Grace Lutheran en Primghar y el entierro fue en el cementerio Pleasant Hill en Primghar.

## Efectos y secuelas

### Atención nacional
El suicidio de Weishuhn provocó una cobertura nacional sobre el acoso y su efecto en los jóvenes homosexuales. La cobertura del suicidio y la intimidación que lo provocaron aparecieron en el Huffington Post, el Washington Post, Queerty, Fox News, el Sioux City Journal, Daily Kos  y en muchas otras publicaciones. 
El USA Today se preguntó si los acosadores deberían ser tratados como delincuentes en referencia a Weishuhn y su suicidio y anunció "Los suicidios trágicos como el de K.J. han impulsado a los educadores a adoptar una postura de tolerancia cero sobre el acoso escolar, y un análisis reciente del Departamento de Educación de los EE. UU. muestra que los legisladores estatales en todo el país están cada vez más dispuestos a criminalizar el comportamiento de intimidación, incluso cuando los expertos se preguntan si hacerlo tendrá el efecto deseado: frenar el comportamiento y mejorar el ambiente de aprendizaje".
El Des Moines Register escribió "El nombre de Kenneth Weishuhn ha sido invocado en todas partes en la lucha por detener el acoso escolar y promover los derechos de los homosexuales" y mostró a la cantante Madonna enseñando la foto de Weishuhn en el escenario durante su gira de conciertos en Europa.
La madre de Weishuhn dijo que no estaba segura de si presentaría cargos contra la escuela o los acosadores. Dijo: "Realmente no quiero arruinar la vida de otra persona o quitarle el hijo o la hija a otra persona. Pero, no sé qué se necesitará para detener el acoso". Más adelante en 2012, los fiscales no pudieron encontrar pruebas suficientes para procesar a nadie por actos criminales específicos. Como las leyes en Iowa no cubren la intimidación, el sheriff del condado de O'Brien, Michael Anderson, dijo que estaba de acuerdo con la decisión de no presentar cargos.

### Problemas familiares
El suicidio de Weishuhn fue duro para la familia, Kayla, la hermana de Kenneth afirmó que estaba "traumatizada" por los acontecimientos y porque aún tenía que asistir a la escuela con los que tomaron parte en el acoso durante el resto de sus años de escuela secundaria.